# Endothenia ericetana
Endothenia ericetana es una especie de polilla del género Endothenia, categorizada en la tribu Olethreutini, de la subfamilia Olethreutinae.

## Distribución
Se distribuye por Reino Unido.

## Taxonomía
Fue descrita por Humphreys & Westwood en 1845 y publicada en (Euchromia), Brit. Moths Transf. 2: 150.